# Saint-Seurin-de-Bourg
 Saint-Seurin-de-Bourg  là một xã thuộc tỉnh Gironde trong vùng Aquitaine tây nam nước Pháp. Xã này nằm ở khu vực có độ cao trung bình 58 mét trên mực nước biển.